# Роккурб
Рокку́рб (фр. Roquecourbe, окс. Ròcacorba) — коммуна во Франции, находится в регионе Юг — Пиренеи. Департамент — Тарн. Входит в состав кантона Кастр-2. Округ коммуны — Кастр.
Код INSEE коммуны — 81227.

## География

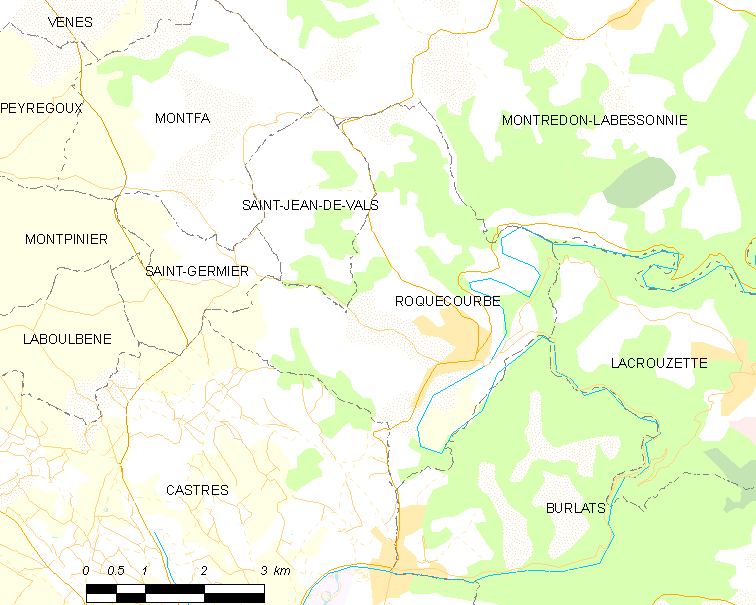
Карта коммуны

Коммуна расположена приблизительно в 580 км к югу от Парижа, в 70 км восточнее Тулузы, в 32 км к югу от Альби.
На юго-востоке коммуны протекает река Агу.

## Климат
Климат умеренно-океанический. Зима мягкая и дождливая, лето жаркое с частыми грозами. Ветры довольно редки.

## Население
Население коммуны на 2010 год составляло 2281 человек.
| 1962 | 1968 | 1975 | 1982 | 1990 | 1999 | 2010 |
| ---- | ---- | ---- | ---- | ---- | ---- | ---- |
| 1788 | 2012 | 2271 | 2213 | 2266 | 2212 | 2281 |

## Администрация
| Период | Период | Фамилия      | Партия | Примечания |
| ------ | ------ | ------------ | ------ | ---------- |
| 1959   | 1989   | Фернан Лор   |        |            |
| 1989   | 1995   | Пьер Серва   |        |            |
| 1995   | 2008   | Моник Кро    |        |            |
| 2008   | 2020   | Пьер Модеран |        |            |

## Экономика
В 2007 году среди 1377 человек в трудоспособном возрасте (15—64 лет) 1017 были экономически активными, 360 — неактивными (показатель активности — 73,9 %, в 1999 году было 69,4 %). Из 1017 активных работали 860 человек (469 мужчин и 391 женщина), безработных было 157 (58 мужчин и 99 женщин). Среди 360 неактивных 108 человек были учениками или студентами, 139 — пенсионерами, 113 были неактивными по другим причинам.